# Różanna (Mazovie)
Pour les articles homonymes, voir Różanna.
Różanna (prononciation : [ruˈʐanna]) est un village polonais de la gmina d'Odrzywół dans le powiat de Przysucha de la voïvodie de Mazovie dans le centre-est de la Pologne.
Il se situe à environ 9 kilomètres au nord-ouest d'Odrzywół (siège de la gmina), 26 kilomètres au nord de Przysucha (siège du powiat) et à 79 kilomètres au nord de Varsovie (capitale de la Pologne).

## Histoire
De 1975 à 1998, le village appartenait administrativement à la voïvodie de Radom.